# Timonius schefferi
Timonius schefferi är en måreväxtart som beskrevs av Theodoric Valeton. Timonius schefferi ingår i släktet Timonius och familjen måreväxter.
Artens utbredningsområde är Moluckerna. Inga underarter finns listade i Catalogue of Life.